# Chittagong (provins)

Provinsen Chittangongs läge i Bangladesh.

Chittagong är en av sex provinser (bibhag) i Bangladesh, och är belägen i den sydostligaste delen av landet. Provinsen har lite över 25 miljoner invånare (2001) på en yta av 33 771,18 km². Administrativ huvudort är staden Chittagong. Andra större städer är Brahmanbaria och Comilla.

## Administrativ indelning
Provinsen är indelad i elva distrikt, zila, som vidare är indelade i mindre administrativa enheter som kallas thana och upazila.
Distrikt (Zila):
- Bandarban, Brahmanbaria, Chandpur, Chittagong, Comilla, Cox's Bazar, Feni, Khagrachhari, Lakshmipur, Noakhali, Rangamati